# قهرمانی تور دبلیوتی‌ای ۲۰۰۸
قهرمانی تور دبلیوتی‌ای ۲۰۰۸ (به انگلیسی: 2008 WTA Tour Championships) (نیز شناخته‌شده با قهرمانی تور دبلیوتی‌ای سونی اریکسون به دلایل اسپانسری) نام یک تورنمنت تنیس است که در زمین‌های سخت تنیس برگزار می‌شود. این مسابقات، ۳۸امین دورهٔ قهرمانی تک‌نفرهٔ پایان سال و ۳۳امین دورهٔ قهرمانی دونفرهٔ پایان سال و بخشی از تور دبلیوتی‌ای ۲۰۰۸ است. این مسابقات در مجموعهٔ بین‌المللی تنیس خلیفه در دوحهٔ قطر از تاریخ ۴ نوامبر تا ۹ نوامبر ۲۰۰۸ برگزار شد.

## قهرمانان

### تک‌نفره
ونوس ویلیامز بر  ورا زونوروا با نتیجهٔ ۶–۷(۵)، ۶–۰، ۶–۲ پیروز شد.
- این سومین عنوان ونوس ویلیامز در سال ۲۰۰۸ و سی‌ونهمین عنوان حرفهٔ او است. هم‌چنین اولین عنوان قهرمانی پایان سال حرفهٔ او است.

### دونفره
کارا بلک /  لیزل هیوبر بر  کوتا پشکه /  رنی استابز، با نتیجهٔ ۶–۱، ۷–۵ پیروز شدند.